# 인내천
인내천(人乃天)은 동학 또는 천도교의 중심교리로, "사람(人)이 곧 하늘(天)이다"라는 뜻이다. 이것은 모든 사람이 평등하고, '높고 낮음이 없다'는 신념을 나타내고 있다. 이 교리는 동학 농민 혁명에서도 영향을 미쳤다.

## 같이 보기
- 동학
- 천도교
- 인천법